# Aparell (nàutica)

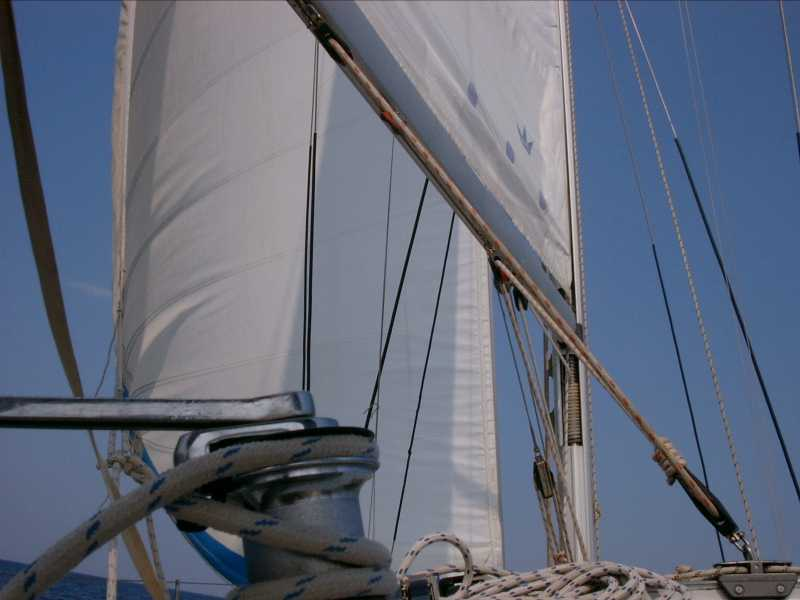
Des de l'antiguitat, l'home ha buscat la manera d'optimitzar l'ús del vent per a les seves naus mitjançant la millora dels aparells.

L'aparell d'una embarcació és el conjunt de pals, vergues, veles i eixàrcia que permeten posar-lo en moviment aprofitant el vent. La força del vent es transmet directament sobre les veles. Aquestes el transmeten a les vergues, al pal i a l'eixàrcia, segons les veles i com estiguin disposades. El conjunt transmet l'empenta al buc del vaixell. Fins a l'invenció de la propulsió amb motor, formava una part important de l'art de la construcció naval.
Ormejar o aparellar un vaixell significa equipar-lo amb arbres, vergues, veles i cordam i deixar-lo preparat per a navegar.

## Components d'un aparell

### Pals

Esquema bàsic d'un pal i la part d'eixàrcia morta corresponent. Les "escales" 4,5 i 6, formades pels obencs i les fletxadures s'usen per a pujar als pals i a les vergues.

Els pals o arbres són peces llargues, rectes i verticals, plantats (arborats) perpendicularment a la coberta i el cos del vaixell, i que suporten el pes de la major part de l'aparell. Les naus més grans tendeixen a tenir més pals. Estan subjectes mitjançant eixàrcies mortes als laterals del vaixell, la qual cosa augmenta la seva estabilitat i la seva capacitat per suportar esforços laterals. Quan un vaixell té un únic pal aquest rep el nom de pal major.
Si un vaixell té pals addicionals, s'anomenen de la manera següent:
- Pal trinquet, un pal més proper a la proa (avançat) que el pal principal o pal major.[2]
- Pal de mitjana, o de messana, és un pal situat darrere (més a prop de la popa) del pal principal o pal major.[3]
- Pal entre la popa i el pal de mitjana.[4]
- Pal de bauprès, únic pal no vertical. Sobresurt de la proa i rep els estais i, per tant els flocs.[5]

### Vergues
Les vergues són pals encastats transversalment en els pals, a una determinada alçada de la coberta del vaixell. La seva missió és servir de suport a les veles quadrades, subjectant-per la seva banda superior o inferior. Quan es recullen les veles, es recullen sobre les vergues, la qual cosa permet un desplegament ràpid. Les vergues i els pals conformen l'arboradura de l'embarcació.

### Veles

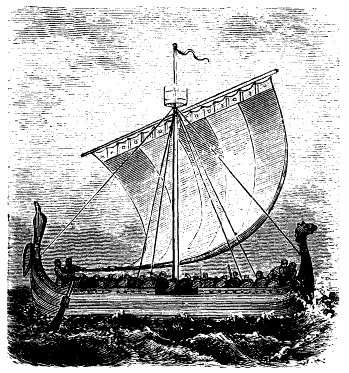
Un drakkar, embarcació típica vikinga, de senzill aparell.

Les veles són cossos plans i flexibles de lona o loneta que reben directament l'acció del vent. Transmeten l'empenta del vent a les vergues, les quals al seu torn la transmeten al pal.
Les veles han adoptat diverses formes en funció de les necessitats i tècniques nàutiques de l'època. Segons el tipus de veles utilitzades, l'aparell pot rebre els següents noms:
- Aparell rodó: format per veles de formes quadrades (poden ser anomenades rodones tot i la seva forma) o trapezoidals. El primer utilitzat és ideal per rebre el vent des de la popa, per la seva major superfície. Té l'inconvenient de no poder cenyir gaire el vent, és a dir, navegar formant un angle menor de 90° respecte a la direcció del vent. (Els millors clípers del segle xix només cenyien a uns 60 graus).
- Aparell llatí: format per veles de formes triangulars (veles de tall) o Aurica. Va sorgir posteriorment. Les veles llatines permeten cenyir millor el vent, aconseguint la navegació en contra de la direcció d'aquest.
- Aparell híbrid: format per una barreja de veles de tall i de veles rodones. Al Mediterrani, les veles rodones substituïren part de les veles de tall dels vaixells més grossos que feien viatges transatlàntics en els quals els vents portants són més predominants.[6]

### Eixàrcies
Les eixàrcies són els caps i cordes del vaixell, que subjecten o estabilitzen la resta dels components de l'aparell. Hi ha dos tipus d'eixàrcies: l'eixàrcia ferma o morta, que roman fixa i tensada a banda i banda dels pals és per a subjectar i proporcionar major estabilitat lateral, i l’eixàrcia mòbil o de treball, formada pels caps i cordes que es poden caçar i amollar o, fermar i desfermar durant una maniobra.

## Història i evolució dels aparells

### L'aparell en l'Antic Egipte

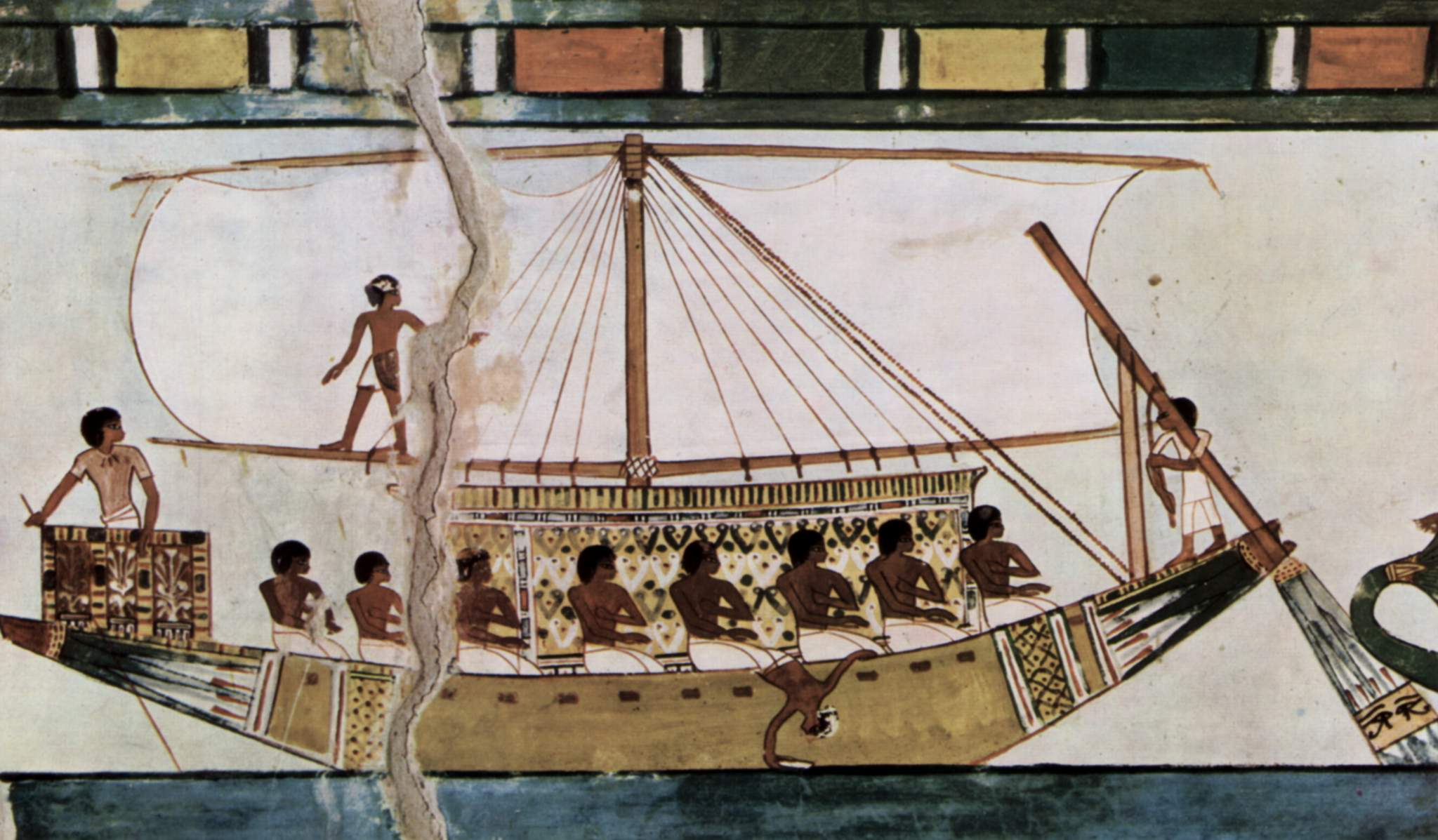
Pintura egípcia de la ciutat de Luxor.

Els primers vaixells aparellats per navegar amb la força del vent apareixen en l'antic Egipte, cap a l'any 1300 aC, per a la navegació fluvial al llarg del Nil. Sobre un pal central i una verga transversal, els egipcis van muntar una vela quadrada, ideal per a la navegació amb vent de popa. Dos rems a la part lateral posterior (aleta) dels vaixells permetien la direcció.
Es va poder arribar a prescindir dels remers, ja que a la vall del Nil el vent acostuma a bufar des del nord (riu amunt), i per navegar riu avall només havien de deixar-se portar pel corrent.

### Navegació a la Mediterrània

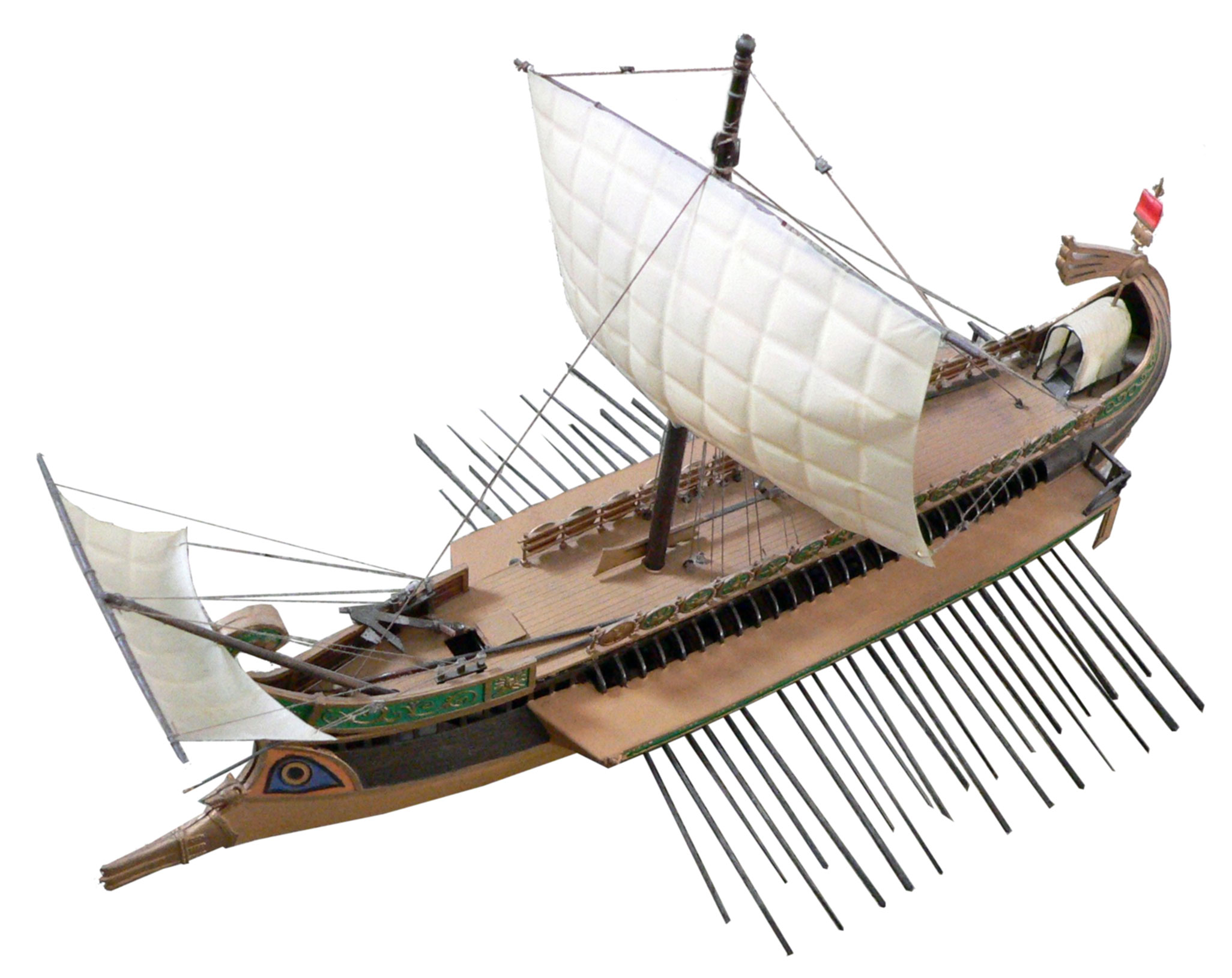
Model de nau trirrem romana.

A l'antiguitat clàssica la dependència dels rems seguia sent important. A la Mediterrània, el vaixell domininant fou el trirrem i les seves variants (que ja solien comptar amb veles), els romans van inventar un nou vaixell de guerra al qual van anomenar  Liburna , amb només una o dues files de rems i una gran vela quadrada que permetia moure's amb més rapidesa si es comptava amb vent favorable. No obstant això, era difícil que un vaixell d'aquest tipus s'enfrontés a travesses llargues sense remers, ja que les veles quadrades no permetien navegar en una direcció contrària al vent.
Durant l'edat mitjana hi havia naus com la (coca) amb aparell llatí o combinat, que en la seva major part realitzaven navegació de cabotatge (costanera). D'aquesta època cal destacar:
- El drakkar viking: muntava una sola vela quadrada, de manera que amb vents desfavorables es veien obligats a utilitzar rems.
- El dromon romà d'Orient: va substituir com a nau de guerra al trirrem romà. Muntava tres pals d'aparell llatí. Encara tenia rems.[7]
- La coca, va existir durant cinc segles (segle xiii - segle xviii). Els primers models muntaven una única vela quadrada, arribant a assolir els quatre pals en el segle xviii, sempre amb aparells predominantment rodons.
- El xabec, evolució del drómón i la galera. Nau d'aparell exclusivament llatí, cosa que li conferia una agilitat ideal per a ser usada pels corsaris i pirates barbarescos que la van popularitzar.
- La galera medieval, típicament mediterrània, que muntava un aparell llatí de dos pals. Conservava però rems per assegurar abordatges ràpids en cas de vent fluix o nul.

### L'aparell de la caravel·la i el galió colonials
En l'època immediatament anterior al descobriment d'Amèrica es produeix un punt d'inflexió en l'evolució de la navegació a vela mitjançant l'evolució de la caravel·la, augmentant la seva grandària i resistència per aconseguir la nau o Carraca. Es podia aparellar amb vela rodona o llatina. Va augmentar la mida de les naus i també el nombre de pals.
La dependència dels rems va ser cada vegada menor, fins a arribar al punt que petites naus proveïdes dels seus aparells com a únic mitjà de propulsió, van poder operar de forma autònoma en grans travesses oceàniques, de vegades durant anys.
El galió és el model més representatiu de la navegació en l'època colonial. Muntava un aparell de tres pals verticals a més d'un bauprès de dimensió considerable, comptava amb algunes veles llatines enmig de les quadrades (que ho eren la majoria).

### Evolució en els seglesxviiixviii

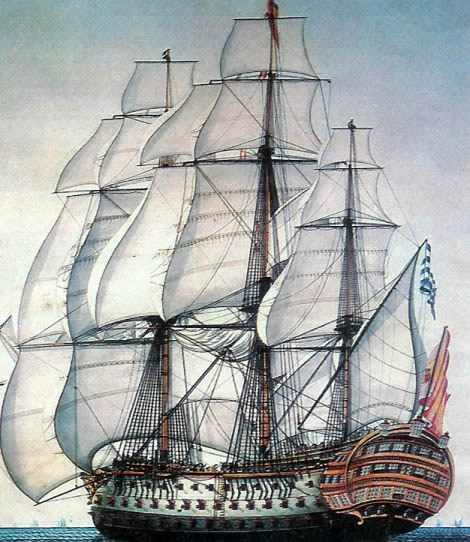
El vaixell de guerra espanyol Santíssima Trinidad (1769-1805), fabricat en fusta més gran de la seva època

Durant els segles xvii i xviii, els vaixells van augmentar de mida i van passar a suportar aparells molt més grans. L'evolució més cridanera respecte d'èpoques anteriors és la vela anomenada d'estai, triangular, enganxada entre dos pals consecutius (per exemple, entre el pal major i el trinquet).
En aquesta època la guerra naval arriba gran transcendència, per la qual cosa proliferen els tractats i manuals teòrics sobre aparells i aprofitament del vent. Els grans vaixells de línia i fragates d'aquesta època muntaven sobretot aparells rodons, però afegien també veles triangulars en els pals de messana i bauprès (a més dels Estay s) que els permetien cenyir el vent en angles relativament tancats.
Després d'aquesta època d'esplendor i desenvolupament de la navegació de vela, l'aparició de la màquina de vapor substituiria ràpidament als aparells tradicionals, que van anar caient en desús fins a reduir-se a una utilització únicament esportiva o lúdica (embarcacions d'esbarjo).

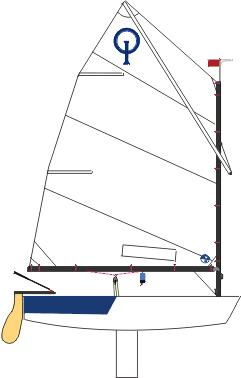
Optimist, monotip de iniciació molt popular en les escoles de vela.

### L'aparell esportiu
A segle xx els aparells nàutics s'ha beneficiat de molts avenços realitzats per la indústria aeronàutica. Moltes embarcacions d'esbarjo han substituït les tradicionals veles flexibles de lona o loneta per altres més rígides que, alineades amb el vent, prenen impuls segons el mateix principi físic que permet la sustentació a les ales d'un avió. Aquestes embarcacions poden cenyir el vent de forma molt més tancada que qualsevol vela flexible.
La resta dels components dels aparells nàutics mantenen la seva existència i les seves funcions, però els materials de fabricació han sofert profundes modificacions. En els pals i vergues, la fusta va deixar pas a altres materials com acer, alumini, i més recentment fibra de vidre o fibra de carboni, que són més lleugeres, fortes i resistents.

## Enllaços externs

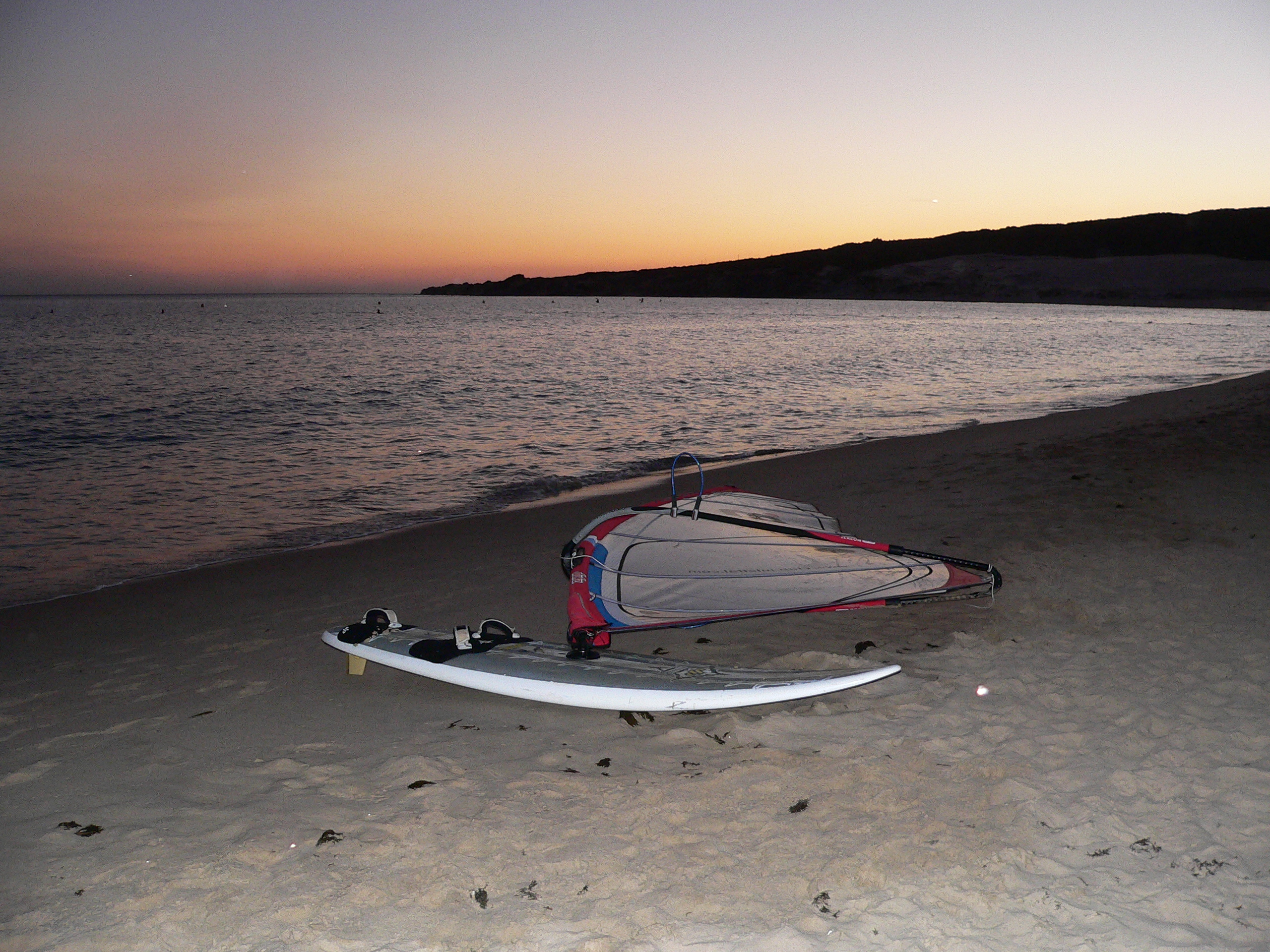
Windsurf a Punta Paloma